# ولایت کای
ولایتِ کای (به ژاپنی: 甲斐国 Kai no kuni)

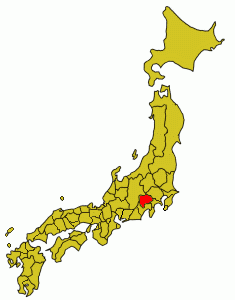
نقشهٔ ژاپن در سال ۱۸۶۸ میلادی. ولایتِ کای با رنگ قرمز مشخص شده است.

یکی از تقسیم‌بندی‌های کشوری سابق ژاپن از دوره نارا تا اصلاحات میجی ۱۸۶۹ میلادی بوده است. این ولایت امروزه استان یاماناشی نام دارد.
کای با ولایت‌های ولایت ساگامی، ولایت سوروگا، ولایت شینانو و ولایت موساشی هم‌مرز است. نام مخفف آن کوشو Kōshū (甲州) بود. منشأ نام آن نامشخص است. در مرکز هونشو، غرب توکیو، در یک منطقه کوهستانی محصور در خشکی که شامل کوه فوجی در امتداد مرز خود با استان شیزوئوکا مدرن قرار دارد.

## کای در زمان تاکدا شینگن

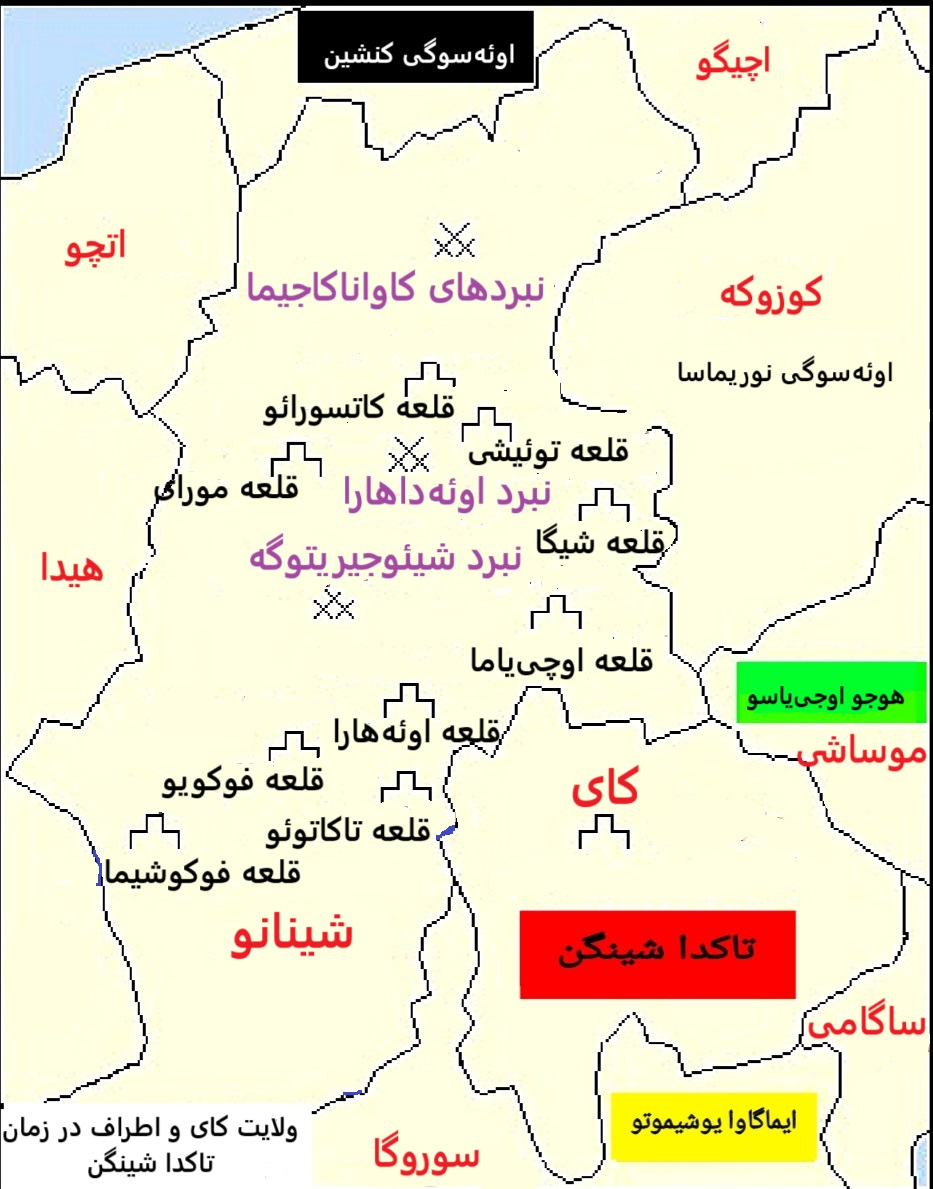
ولایت کای در زمان تاکدا شینگن

تاکدا شینگن یک سنگوکو-دایمیو (اربابان/ فئودال‌های بزرگ محلی) از ولایت کای (استان یاماناشی کنونی) بود. گفته می‌شود که ارتش تاکدا به رهبری او، معروف به «ببر کای» در آن زمان قوی‌ترین ارتش بود. اودا نوبوناگا خیلی از او واهمه داشت و گفته می‌شود اگر تاکدا شینگن که قصد تسخیر تمامی ژاپن را داشت، پیش از رسیدن به کیوتو بیمار نمی‌شد، تاریخ ژاپن ممکن بود متفاوت باشد.